# Coscinia transversata
Coscinia transversata là một loài bướm đêm thuộc phân họ Arctiinae, họ Erebidae.